# アラビアの女王 愛と宿命の日々
『アラビアの女王 愛と宿命の日々』（アラビアのじょおう あいとしゅくめいのひび、Queen of the Desert）は、2015年のアメリカ合衆国の伝記映画。
20世紀初頭、イラクとヨルダン両国の国境線を引いてイラク建国の立役者となり、“砂漠の女王”と呼ばれたイギリス人女性ガートルード・ベルの生涯を描いている。ヴェルナー・ヘルツォーク監督、ニコール・キッドマン主演。第65回ベルリン国際映画祭金熊賞ノミネート。

## キャスト
- ガートルード・ベル: ニコール・キッドマン
- ヘンリー・カドガン: ジェームズ・フランコ
- トーマス・エドワード・ロレンス: ロバート・パティンソン
- チャールズ・ダウティ＝ワイリー（英語版）: ダミアン・ルイス
- ファトゥーフ: ジェイ・アブド（英語版） - ガートルードの従者。
- フローレンス・ベル（英語版）: ジェニー・アガター - ガートルードの継母。
- ヒュー・ベル（英語版）: デヴィッド・コールダー（英語版） - ガートルードの父。
- ウィンストン・チャーチル: クリストファー・フルフォード（英語版）
- マーク・サイクス（英語版）: ニック・ウォーリング
- フローレンス・ラッセルズ: ホリー・アール（英語版） - ガートルードの従妹。ペルシャ公使夫妻の娘。
- フランク・ラッセルズ（英語版）: マーク・ルイス・ジョーンズ（英語版） - ペルシャ公使。ガートルードの伯父。
- ラッセルズ夫人: ベス・ゴダード（英語版） - ペルシャ公使の妻。ガートルードの伯母（継母の姉）。
- レジナルド・キャンベル・トンプソン（英語版）: マイケル・ジェン
- チェスター伯: ウィリアム・エリス
- アーノルド・ランシー: ジョン・ウォーク
- ハーヴェンハースト: リチャード・グールディング
- ジュディス: ソフィー・リンフィールド